# 41 f.Kr.
41 f.Kr. var ett skottår som började en onsdag i den proleptiska julianska kalendern, men i verkligheten antingen ett normalår som började en onsdag eller torsdag, eller ett skottår som började en tisdag, onsdag eller torsdag i den julianska kalendern (se skottårsfelet i den julianska kalendern för mer information).

## Händelser

### Efter plats

#### Romerska republiken
- Lucius Antonius och Publius Servilius Vatia Isauricus blir konsuler i Rom.
- Marcus Antonius bror Lucius Antonius och hustru Fulvia besegras av Octavianus i slaget vid Perugia.

## Avlidna
- Arsinoe IV, drottning av Egypten, syster och rival till Kleopatra VII